# はまぐりボンバー
「はまぐりボンバー」は、矢島美容室の3枚目のシングル。2009年7月8日にavex traxから発売された。

## 概要
- ジャケットは花村えい子の書き下ろし。
- 2009年6月25日、着うた配信を開始。7月2日に完全版を初披露し、7月8日発売。
- 初回特典として、全5種類のきせかえカードがランダムで一枚封入される。（5種類のうち3枚はメンバーで2枚はシークレット。この絵も花村えい子書き下ろし。）
- このシングル発売を記念して、ラゾーナ川崎プラザにてリリースイベントが開催された。
- サビの曲調がサザンオールスターズの「BOHBO No.5」に酷似しており[注 1]、ミュージックビデオでのメンバーが後ろに立ってダンサーが前列で踊る部分もそれに酷似している[3][4]。

## 収録曲
1. はまぐりボンバー [3:34]
作詞：エンドウサツヲ、作曲：DJ OZMA、編曲：日比野裕史・渡辺徹・荒木陽太郎
  - レコチョクCMソング
2. はまぐりボンバー (KARAOKE) [3:32]

## 参加ミュージシャン
- ドラムス：松永俊弥
- ベース：スティング宮本
- ギター：柴山好正、渡辺格
- キーボード：鹿島伸夫
- パーカッション：浜口茂外也
- マニピュレーター：北岡徹也
- トロンボーン：村田陽一
- トランペット：エリック宮城
- アルトサックス：近藤和彦
- テナーサックス：竹野昌邦
- バリトンサックス：山本拓夫
- バックコーラス：Atsuko Takazawa、高橋ジャッキー香代子、佐藤学
- ミクシングエンギニア：井上剛
- マスタリングエンジニア：前田康二
- 音楽監督：武部聡志

## 収録アルバム
| 収録アルバム                        | 発売日       | 規格品番            |
| ----------------------------------- | ------------ | ------------------- |
| 『おかゆいところはございませんか?』 | 2010年3月3日 | AVCD-38080 [CD+DVD] |
| 『おかゆいところはございませんか?』 | 2010年3月3日 | AVCD-38081 [CD]     |